# Parapiptadenia pterosperma
Parapiptadenia pterosperma är en ärtväxtart som först beskrevs av George Bentham, och fick sitt nu gällande namn av John Patrick Micklethwait Brenan. Parapiptadenia pterosperma ingår i släktet Parapiptadenia och familjen ärtväxter. Inga underarter finns listade i Catalogue of Life.